# Casa Bailly

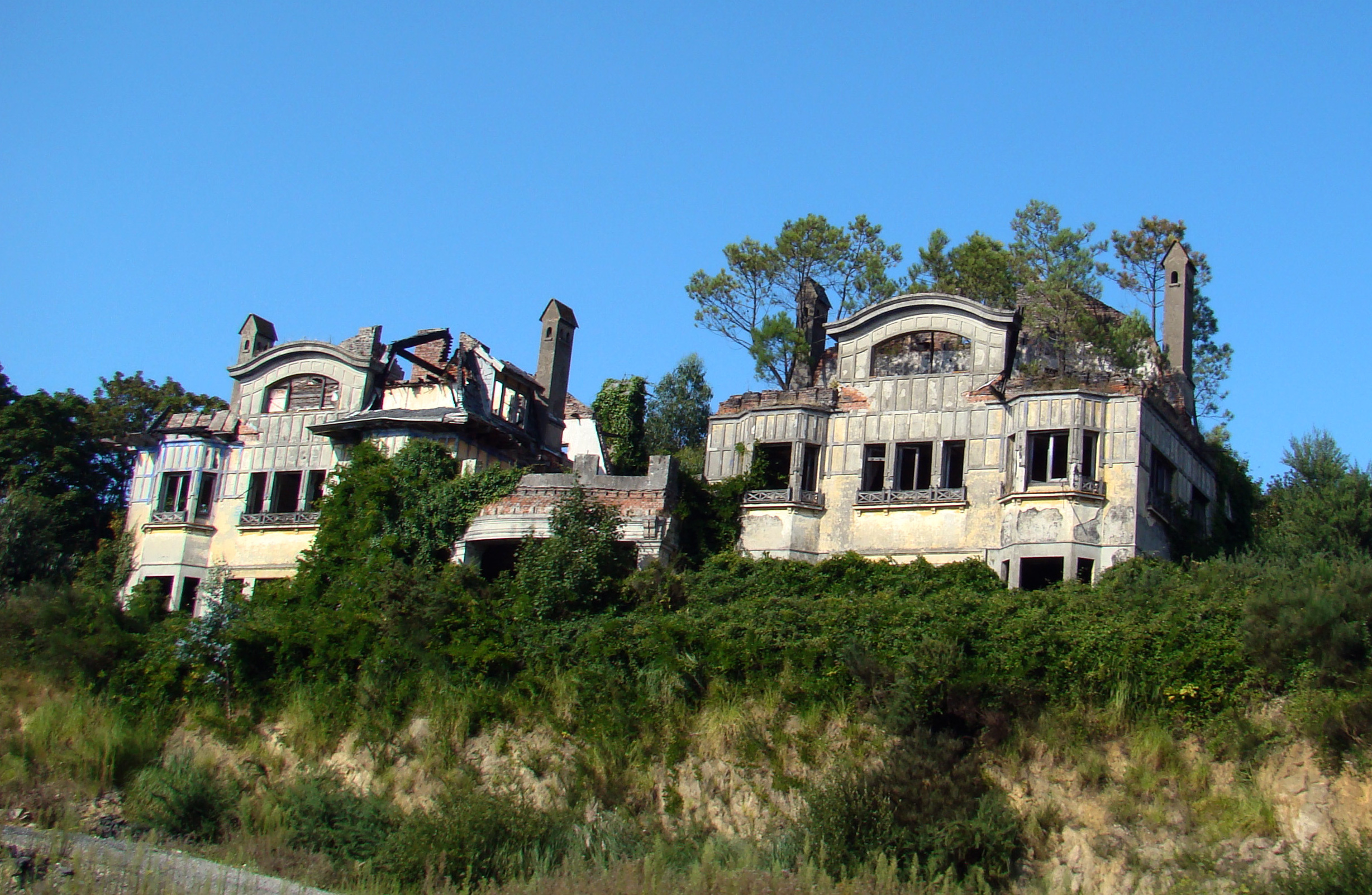
La casa Bailly en el año 2007.

La casa Bailly es una mansión de estilo modernista localizada en El Grajal (El Temple, Cambre, Galicia). Fue abandonada en 1981, y se encuentra en un estado completamente ruinoso.

## Descripción
La casa Bailly es una vivienda modernista con dos cuerpos divididos en dos alturas, de planta casi cuadrada, con desván y sótano. Originalmente la mansión, que poseía 22 habitaciones, formaba parte de un complejo que se encontraba dentro de un terreno con 30 000 metros cuadrados. Contaba también con una vivienda para el chófer y el jardinero.
Los suelos de la primera planta tenían unos lujosos mosaicos, parte de los cuales aún se conservan, y también se conservan algunos azulejos en las paredes. Actualmente la mansión es lo único que aún se mantiene en pie del complejo.

## Historia
El complejo de la casa Bailly se construyó entre 1920 y 1924 por encargo del empresario Julio López Bailly. Originalmente, la mansión fue concebida como un hotel de 22 dormitorios, pero finalmente se usó como residencia de veraneo. La casa fue diseñada por el arquitecto gallego Antonio Tenreiro Rodríguez y el arquitecto valenciano Peregrín Estellés.
Debido a su ideología republicana y de izquierdas, la familia Bailly se vio obligada a abandonar Cambre después del triunfo en Galicia del golpe de Estado en España de 1936 y la mansión fue incautada por la Falange. El sótano de la casa fue usado para recluir a presos republicanos, así como Escuela de Mandos del Movimiento, y a partir del año 1951 sus plantas superiores fueron usadas por el Sindicato Vertical.
En 1969 la mansión sufrió un incendio en el ala derecha debido a un cigarrillo mal apagado, y en 1981 el complejo fue cerrado y abandonado, iniciándose así su deterioro.
La ampliación de la carretera N-VI causó la destrucción de la vivienda del chófer y el jardinero, así como la barandilla y el muro que delimitaba el terreno de la mansión.
En 2012 la casa sufrió otro incendio, de nuevo a causa de un cigarrillo, sufriendo daños graves, como la caída de parte del tejado. En ese mismo año se tapiaron las entradas y ventanas de la planta baja para evitar que entrase más gente, una medida que resultó inútil, pues aún continúan los actos vandálicos en el interior de la mansión.
En 2015, Cambre elaboró el Plan General de Ordenación Municipal que le otorgó al conjunto el nivel de protección ambiental, lo más bajo de los previstos. Se hicieron varios planes de restauración, pero ninguno de ellos fue llevado a cabo. El ayuntamiento de Cambre estima que son necesarios unos 4 millones de euros para restaurar la casa Bailly.

## Filmación de películas
En octubre de 2011, en la casa Bailly se rodó parte del filme Todo es silencio dirigido por José Luis Cuerda.